# Oberglasmühle
Oberglasmühle ist ein Wohnplatz der Stadt Feuchtwangen im Landkreis Ansbach (Mittelfranken, Bayern), der zum Gemeindeteil Hinterbreitenthann gehört. Oberglasmühle liegt in der Gemarkung Vorderbreitenthann.

## Geographie
Die Oberglasmühle ist Haus Nr. 8 von Hinterbreitenthann. Sie liegt am Krummbach, einem linken Zufluss der Sulzach.

## Geschichte
Oberglasmühle lag im Fraischbezirk des ansbachischen Oberamtes Feuchtwangen. Die Mahlmühle hatte das Stiftsverwalteramt Feuchtwangen als Grundherrn. Von 1797 bis 1808 unterstand der Ort dem Justiz- und Kammeramt Feuchtwangen.
Mit dem Gemeindeedikt (frühes 19. Jahrhundert) wurde Oberglasmühle dem Steuerdistrikt Tauberschallbach und der Ruralgemeinde Vorderbreitenthann zugeordnet. Unter der preußischen Verwaltung (1792–1806) des Fürstentums Ansbach erhielt die Oberglasmühle bei der Vergabe der Hausnummern die Nr. 8 des Ortes Hinterbreitenthann. In dem 1882 erschienenen amtlichen Gemeindeverzeichnis wurde Oberglasmühle letztmals als Ortsteil berücksichtigt. Seitdem zählte das Anwesen wieder zum Ortsteil Hinterbreitenthann. Dieser wurde im Zuge der Gebietsreform am 1. Januar 1972 nach Feuchtwangen eingemeindet.

## Einwohnerentwicklung
| Jahr      | 001836 | 001840 | 001861 | 001871 |
| Einwohner | 4      | 5      | *      | 5      |
| Häuser    | 1      | 1      |        |        |
| Quelle    | [ 7 ]  | [ 8 ]  | [ 9 ]  | [ 10 ] |